# Idiurus macrotis
Anomalure nain, Anomalure nain à longues oreilles
Pour les articles homonymes, voir Anomalure nain.
Espèce
Statut de conservation UICN

 LC  : Préoccupation mineure
Statut CITES
Idiurus macrotis est une espèce d'Anomalures nains, des mammifères rongeurs de la famille des Anomalurinae. C'est une espèce arboricole qui fait partie des écureuils volants d'Afrique. L'espèce a été officiellement décrite en 1898 par le zoologiste américain Gerrit Smith Miller, Jr.

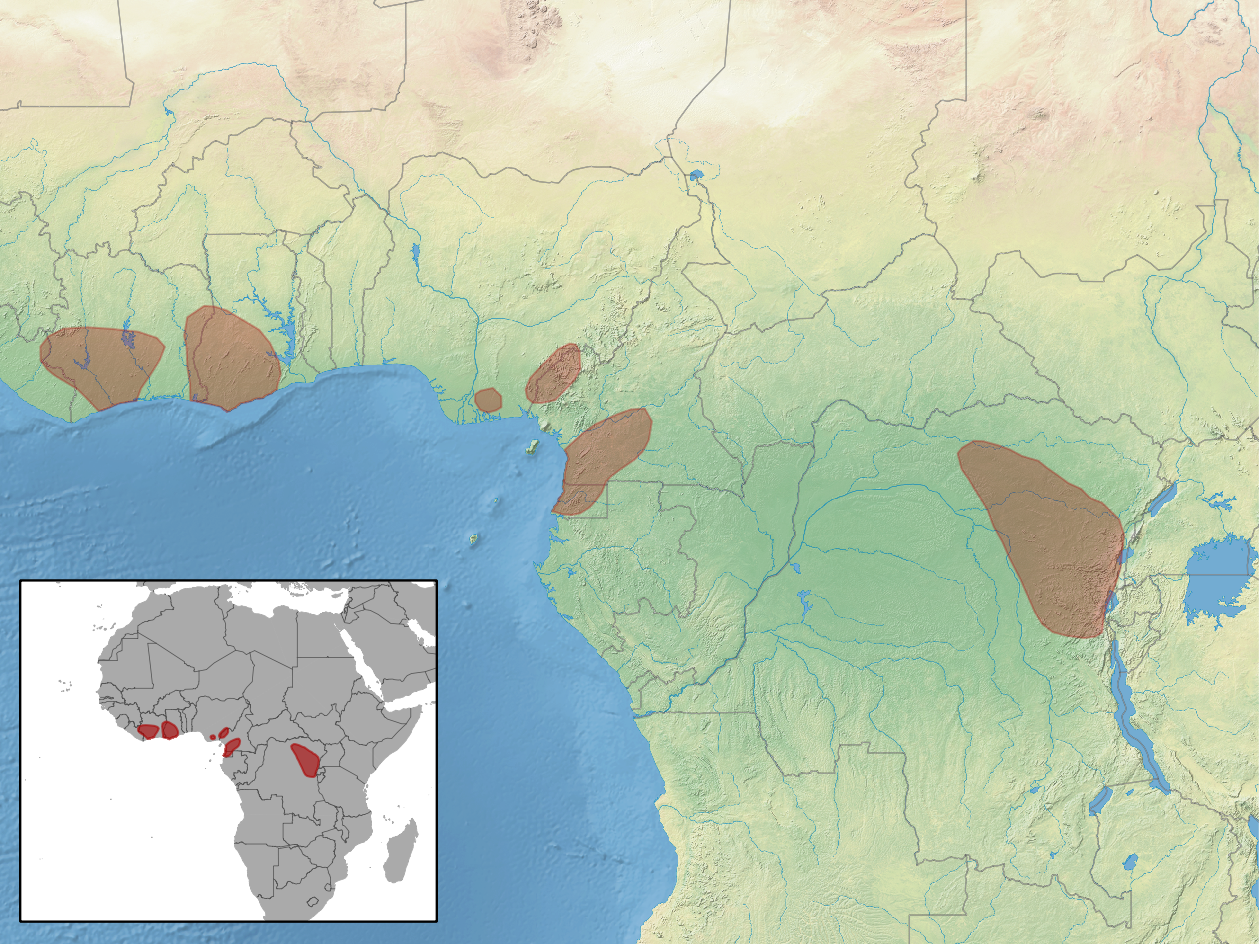
Répartition de l'espèce.

En français l'espèce est appelée Anomalure nain à longues oreilles, ou plus simplement Anomalure nain,.